# Spania

Het Byzantijnse Rijk onder Justinianus I. Oranje gebieden zijn tijdens heerschappij Justinianus I (527-565) veroverd.

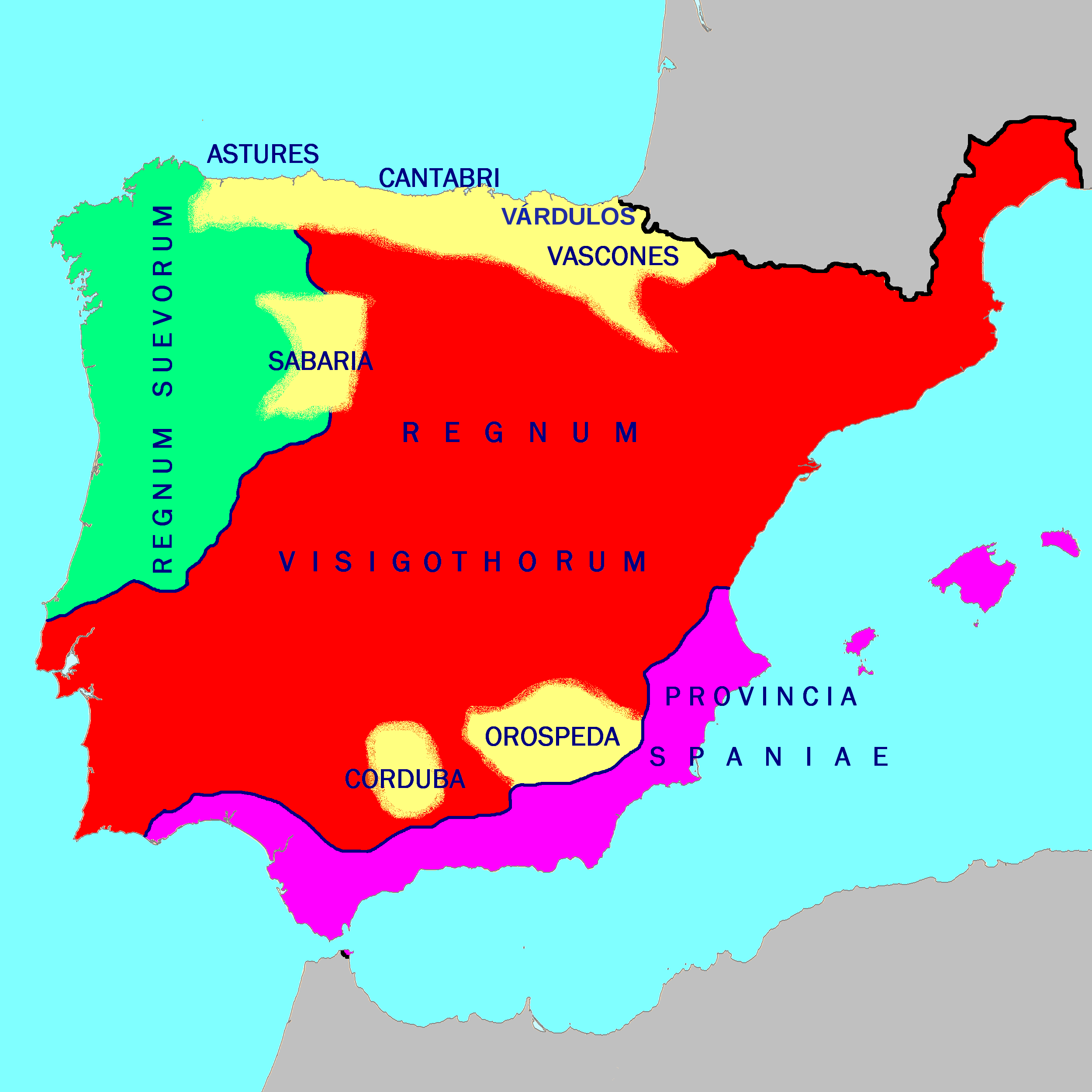
Spania in het begin

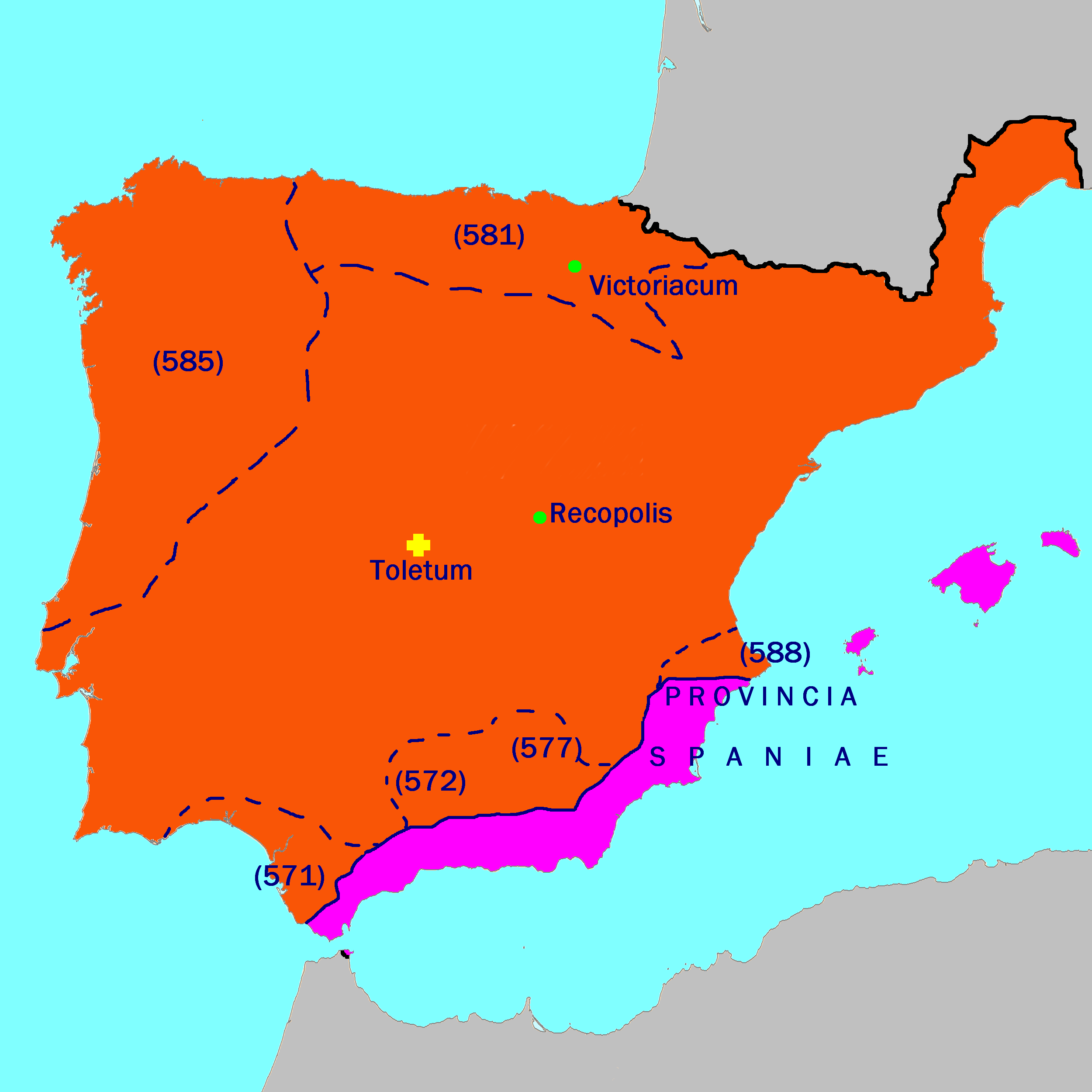
Spania in 586 na veroveringen door Leovigildo (data op de kaart)

Spania was een provincie van het Byzantijnse Rijk van 552 tot 624. De Latijnse naam was Provincia Spaniae, daar waar in het Latijn normaal sprake is van Hispania voor Spanje. De provincie omvatte overigens maar een klein deel van het huidige Spanje, met name de kuststroken van Andalusië en Murcia in het zuiden, en de Balearen.  Het was een van de heroveringen van Justinianus I in zijn pogingen om het Romeinse Rijk te herstellen na veroveringen door Germaanse volkeren. 

## Stichting en bestuur
Met de komst van de Germaanse stammen, de Sueven en de Vandalen naar Spanje in 409 raakten de Romeinen geleidelijk hun macht kwijt over de Spaanse provincies. In 473 bezetten de Visigoten het noordoosten van Spanje, wat het einde van het Romeinse bestuur betekende. Vanaf die tijd maakt heel Spanje deel uit van het Visigotische Rijk. 
In 533 maakte de Byzantijnse generaal Belisarius een begin met de herovering van Noord-Afrika. Hij onderwierp de Vandalen in Tunesië en beëindigde daarmee het Vandaalse rijk. Vervolgens bezette hij het noorden van Marokko en richtte de provincie Mauretanië opnieuw in. Vanuit Noord-Afrika werden vervolgens pogingen ondernomen om Spanje opnieuw in handen te krijgen. Er werden contacten gelegd met de Romeinse aristocraten. In 550 kwamen de burgers van Córdoba in opstand tegen de Visigotische heerser Agila I. In Sevilla kwamen de edelen in opstand. Zij ontvingen steun van Byzantium, dat Spanje nog steeds als onderdeel van het Romeinse Rijk zag. Met hulp van de Byzantijnen slaagde men erin om verschillende kuststeden onder controle te krijgen. Het gebied dat daarbij ontstond werd opnieuw ingericht als provincie.
De hoogste bestuurder in Spania was de magister militum Spaniae. Deze was een bestuurder die zich zowel met militaire als civiele zaken bezighield. De grens tussen Spania en het Visigotische land was meestal open en vreedzame handel was mogelijk. De kerkelijke overheden in Spania stonden meer onder het gezag van Rome dan het geval was voor hun Visigotische buren, die ariaans waren.

## Herovering door de Visigoten
Onder de koningen Athanagild en Leovigild verzwakte de Byzantijnse macht en werd Spania beetje bij beetje heroverd. 
Onder Sisebut en ten slotte onder Suinthila (in 624) kwam de hele provincie, met uitzondering van de Balearen, weer in Visigotische handen.  